# شرکت نرم‌افزاری اپرا
شرکت نرم‌افزاری اپرا (به انگلیسی: Opera Software) یک شرکت نرم‌افزاری نروژی است. محصولات این شرکت از خانواده مرورگرهای وب، اپرا موبایل و اپرا مینی می‌باشد.

## محصولات
- اپرا
- اپرا موبایل
- اپرا مینی